# Thrixspermum pulchrum
Thrixspermum pulchrum är en orkidéart som beskrevs av Cedric Errol Carr. Thrixspermum pulchrum ingår i släktet Thrixspermum och familjen orkidéer. Inga underarter finns listade i Catalogue of Life.